# 过江藤属
过江藤属（学名：Lippia）是马鞭草科下的一个属，为匍匐草本植物，有时基部木质化或为矮灌木。该属共有约200种，分布于热带美洲和非洲。